# تارا سينغ
تارا سينغ (24 حزيران 1885 - 22 تشرين الثاني 1967)، قيادي سياسي وديني بارز للسيخ في النصف الأول من القرن العشرين، ولد في روالبندي وتوفي في شانديغار.
كان له دور فاعل في تشكيل لجنة شيروماني ردوارا باربانداك وقيادة السيخ أثناء تقسيم الهند الذي عارضه بشدة. لاحقًا أصبح تارا هو القوة الدافعة وراء المطالبة بدولة ذات أغلبية السيخ في شرق البنجاب. اغتال مسلحون من السيخ ابنته الصحفية والسياسية الهندية راجيندر كور في باثيندا.

## حياته
ولد تارا سينغ في 24 حزيران 1885 لعائلة مالهوترا خابري في روالبندي والتي كانت آنذاك جزءًا من إقليم البنجاب في الهند البريطانية. في وقت لاحق أصبح مدرسًا في مدرسة ثانوية عند تخرجه من جامعة خالسا في أمريتسار في عام 1907. كانت مهنة سينغ في التعليم ضمن نظام مدارس السيخ واستخدام «أستاذ» كبادئة لاسمه وتعكس تلك الفترة.
كان تارا سينغ متحمسًا لرغبته في تعزيز وحماية القضية السيخية. وغالبا ما تم وضعه على خلاف مع السلطات المدنية وسجن في 14 مناسبة بسبب العصيان المدني بين فترة 1930-1966. جاءت أولى النماذج المبكرة المعبرة عن دعمه للعصيان المدني من خلال مشاركته الوثيقة في الحركة بقيادة مهاتما غاندي. وأصبح زعيما لحزب شيروماني السياسي أكالي دال، الذي كان القوة الرئيسية في سياسة السيخ، وشارك بالمثل مع لجنة شيروماني غوردوارا باربانداك (اللجنة العليا لإدارة غوردوارا)، وهي هيئة عليا تعاملت مع أماكن العبادة السيخ المعروفة باسم غوردوار.
خلال فترة تقسيم الهند، قُتل أكثر من مليون من السيخ والهندوس والمسلمين ونزحت عائلاتهم أثناء هجرتهم عبر الحدود الهندية الباكستانية الجديدة. خلال هذه الفترة، ادعى كثيرون أن تارا سينغ كان يؤيد القتل.
في 3 مارس 1947، في لاهور، أعلن سينغ مع حوالي 500 من السيخ من المنصة «الموت للباكستان».
كان تارا سينغ مهتمأ بإنشاء دولة متميزة تتحدث اللغة البنجابية. وأعرب عن اعتقاده بأن هذا من شأنه أن يحمي على نحو أفضل سلامة التقاليد الدينية والسياسية للسيخ. بدأ إضرابا عن الطعام في عام 1961 في المعبد الذهبي في أمريتسار، ووعد بمواصلة ذلك حتى وفاته ما لم يوافق رئيس وزراء الهند في ذلك الوقت جواهر لال نهرو على مطالبته بمثل هذه الدولة. جادل نهرو بأن الهند كانت دولة علمانية وأن إقامة دولة قائمة على التمييز الديني غير مناسب. ومع ذلك، وعد نهرو بالنظر في المسألة. ترك تارا سينغ صومه بعد 48 يومًا. وانقلب اتباعه من السيخ ضده، معتقدين أنه قد استسلم، وقاموا بعرضه ع محكمة حكمت بها البيجار. واعترف سينغ بالذنب في التهم الموجهة إليه ووجد سمعته في حالة يرثى لها. شعر المجتمع بأنه تخلى عن مُثله فاستبدلوه في الهيئة العليا لأدارة غواردوارا.
في نهاية المطاف، قسمت ولاية البنجاب الهندية لغوياً عام 1966، بالإضافة لإعادة تخطيط المناطق الناطقة بالهندية كجزء من ولاية هاريانا.تارا سينغ نفسه توفي في شانديغار في 22 نوفمبر 1967.

## روابط خارجية
- تارا سينغ على موقع الموسوعة البريطانية (الإنجليزية)

- Master Tara Singh materials in the South Asian American Digital Archive (SAADA)